# 1545 en philosophie
Chronologie de la philosophie
- 1541
- 1542
- 1543
- 1544
- 1545
- 1546
- 1547
- 1548
- 1549

L’année 1545 a été marquée, en philosophie, par les événements suivants :

## Publications
- Bernardino Telesio :  De rerum natura juxta propria principia (De la nature des choses selon leurs principes propres) (Rome, 1545, 1re édi. 1555 en 2 livres), édi. définitive 1586 Naples en 9 livres. De natura iuxta propria principia. Liber primus et secundus, Aragno, 2008. De rerum natura. Libri VII-VIII-IX, texte et trad. italienne, Franco Angeli, 1976. De rerum natura juxta propria principia, libri IX (1586), Kessinger, 2010, 416 p.  Il y tenta de faire revivre, en la complétant, la doctrine de Parménide, qui expliquait tout par deux principes, la chaleur ou le Soleil, et le froid ou la Terre ;

- Jérôme Cardan :  De animi immortalitate (De l'immortalité de l'âme, 1545).

## Naissances
- 11 janvier à Pesaro dans la province des Marches : Guidobaldo del Monte, ou Guidobaldi, ou encore Guido d'Ubalde[1] (  mort le 6 janvier 1607 dans son château de Montebaroccio), marquis del Monte, est un mathématicien, philosophe et astronome italien du XVIe siècle. Ses travaux de statique annoncent la notion de travail mécanique. Il développa de nouvelles méthodes de calcul du centre de gravité pour des surfaces et des volumes variés.